# Ancienne brasserie Peroni
L'ancienne brasserie Peroni est un complexe industriel édifié au début du XXe siècle à Rome, dans le quartier Salario. Préservé, l'ensemble constitue un rare témoignage d'archéologie industrielle subsistant dans la ville.

## Histoire
La société Francesco Peroni, fondée à Vigevano en 1846, a ouvert une deuxième brasserie à Rome en 1864, future capitale de l'Italie. À la suite de la fusion de l'entreprise Francesco Peroni avec la Société Romaine pour la fabrication de glace et de neige artificielle, qui eut lieu en 1901, le siège de l'entreprise a été déplacé près de Porta Pia.
Les trois bâtiments ont été construits dans les années 1902 à 1922, sur la base de projets des architectes Gustavo Giovannoni et Alfredo Panopoli.
L'usine romaine a été abandonnée en 1971 et déplacée dans la nouvelle usine de la via Renato Birolli (via Collatina), dans le quartier de Tor Sapienza, où les archives et le musée de la bière Peroni ont également trouvé leur place.
À la suite d'un accord signé avec la municipalité de Rome en 1983, les trois lots du complexe étaient destinés à des fonctions différentes : deux lots étaient destinés aux bureaux, commerces et habitations privées, tandis que le troisième était destiné à abriter le musée d'art contemporain de Rome (MACRO).

## Description
L'usine se compose de trois lots de bâtiments :

### Lot A
Dans sa première configuration - et jusqu'en 1907 - l'activité de production était concentrée dans ce lot, où se trouvaient les usines de brassage et de fabrication de glace et les chambres froides. Surplombant la Piazza Alessandria, un chalet-brasserie en bois de Style liberty avec un jardin extérieur, a été construit en 1902 pour la consommation de bière sur place. Une première modification substantielle de l'installation industrielle a été faite en 1908 avec la construction du « Sudhaus » (salle de cuisine) au coin de la via Bergamo, conçu par Gustavo Giovannoni et toujours existant.
En 1912, une profonde restructuration de l'usine conduit, entre autres, au démantèlement du chalet et des chambres froides, à la construction de « quartiers ouvriers » dans les via Brescia, Nizza et Bosi et à l'extension de l'usine aux lots « B » et « C », déjà détenus par la société.

### Lot B
Dans le lot « B », entre via Mantova et Alessandria, un département a été construit pour le service du marché en dehors de Rome et une nouvelle fabrique de glace, toujours sur un projet de Gustavo Giovannoni, avec une façade sur via Alessandria.

### Lot C
Dans le lot  « C », entre les rues Reggio Emilia, Nizza et Cagliari, les écuries et le hangar pour le service de la ville ont été construits. C'était le lot destiné aux services de soutien à la production de bière et de glace. La façade de la via Reggio Emilia a été conçue par Gustavo Giovannoni en 1912. La façade de la via Cagliari et celle du coin avec la via Nizza ont été ajoutées entre 1920 et 1922, sur la base d'un projet de l'architecte Alfredo Palopoli, en conjonction avec la construction d'une nouvelle et dernière fabrique de glace, dont les installations ont été définitivement démantelées au début des années 1960.